# Tschirgant
Tschirgant är ett berg i Österrike.   Det ligger i distriktet Imst och förbundslandet Tyrolen, i den västra delen av landet, 400 km väster om huvudstaden Wien. Toppen på Tschirgant är 2 370 meter över havet, eller 1 560 meter över den omgivande terrängen. Bredden vid basen är 13,3 km.
Terrängen runt Tschirgant är huvudsakligen bergig. Närmaste större samhälle är Imst, 4,3 km väster om Tschirgant. 
Trakten runt Tschirgant består i huvudsak av gräsmarker. Runt Tschirgant är det ganska glesbefolkat, med 35 invånare per kvadratkilometer.